# Sportul în Azerbaidjan
Cele mai populare sporturi din Azerbaidjan sunt fotbalul și șahul. Alte sporturi populare sunt gimnastica, judo, fotbal, haltere, boxul și hochei pe gheață. Relieful muntos al Azerbaidjanului oferă oportunități excelente pentru practicarea de sporturi cum ar fi schi și alpinism. Sporturi nautice sunt practicate în Marea Caspică și în apele interioare. La nivel internațional, Azerbaidjanul a obținut rezultate notabile la șah, haltere și lupte. Azerbaidjanul este, de asemenea, un membru activ al comunității sportive internaționale, fiind membru cu drepturi depline în Federația Internațională de Fotbal Asociație (FIFA), Uniunea Asociațiilor Europene de Fotbal (UEFA), Asociația Internațională a Federațiilor de Atletism (IAAF), Asociația Europeană de Atletism (EAA) și Comitetul Olimpic Internațional (CIO), printre multe altele. De asemenea, a găzduit primele Jocuri Europene. Azerbaidjan a naturalizat mai mulți sportivi și antrenori din Iran, cum ar fi Saman Tahmasebi, Sabah Shariati și Jamshid Kheyrabadi la lupte; și Reza Mehmandoost și Milad Beigi la Taekwando.

## Șah

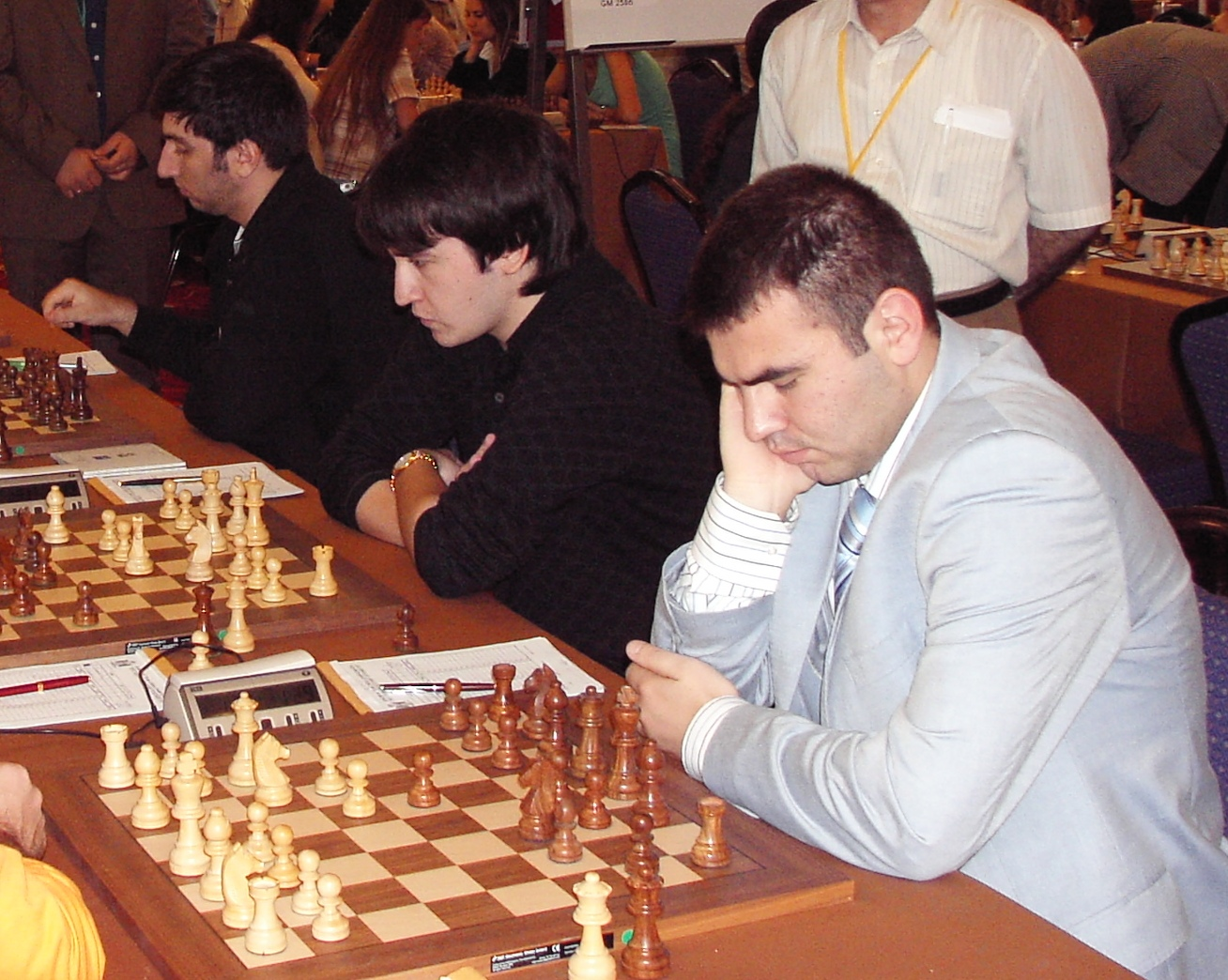
Echipa de șah a Azerbaidjanului

Azerbaidjanul este cunoscut ca una dintre superputerile șahului și, în ciuda prăbușirii Uniunii Sovietice, șahul este încă foarte popular. Campionul mondial Garry Kasparov s-a născut în Baku. Alți jucători de șah din Azerbaidjan cunoscuți la nivel mondial sunt Teimour Radjabov, Shahriyar Mammadyarov, Vugar Gashimov și Zeinab Mamedyarova. Azerbaidjanul a găzduit, de asemenea, mai multe turnee internaționale de șah și concursuri și a câștigat Campionatul European de Șah pe echipe în 2009.
În 2009, președintele azer Ilham Aliyev a emis un ordin pentru a înlesni dezvoltarea șahului în Azerbaidjan din 2009 până în 2014.

## Fotbal

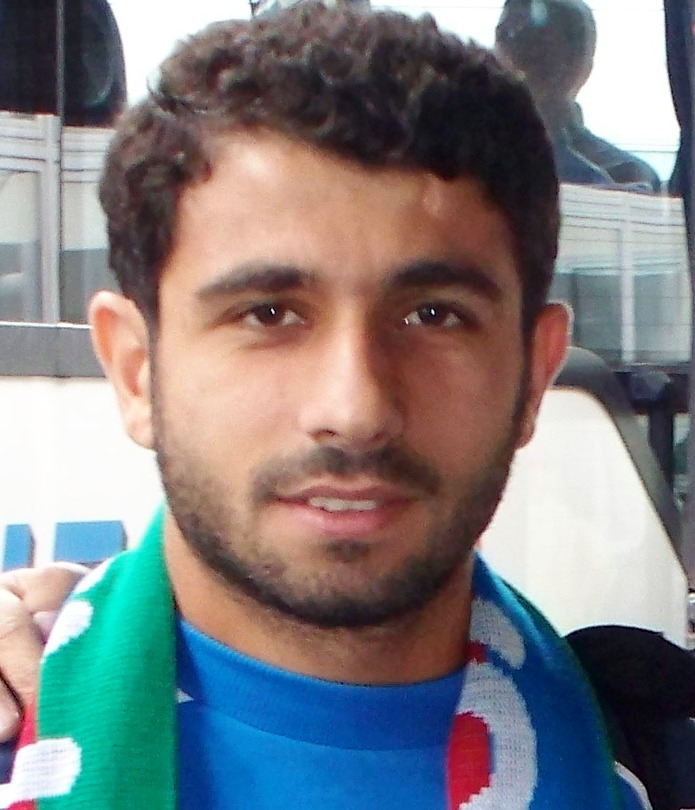
Rashad Sadygov

Fotbalul este sportul cel mai popular în Azerbaidjan, iar Asociația Federațiilor de Fotbal din Azerbaidjan cu 9.122 de jucători înregistrați, este cea mai mare asociație sportivă din țară. Echipa națională de fotbal a Azerbaidjanului nu a obținut rezultate internaționale notabile. Cele mai de succes cluburi de fotbal din Azerbaidjan sunt Neftci Baku, Baku, Inter Baku, Qarabağ, Gabala și Khazar Lankaran. În 2012, Neftci Baku a devenit prima echipa azeră care s-a calificat în grupele unei competii europeane, învingând-o pe APOEL din Cipru cu scorul de 4-2 la general în faza play-offului din UEFA Europa League 2012-2013.

## Legături externe
- Comitetul Olimpic Azer Arhivat în 31 mai 2015, la Wayback Machine.